# Алехандро Мелеан
Алехандро Мелеан (ісп. Alejandro Meleán, нар. 16 червня 1987, Маямі) — болівійський футболіст, півзахисник клубу «Орієнте Петролеро».
Виступав, зокрема, за клуб «Ла-Пас», а також національну збірну Болівії.

## Клубна кар'єра
У футболі дебютував 2005 року виступами за команду коледжу, в якому навчався, «Гоулі Кросс Крузейдерс» (Вустер), в якій провів три сезони, взявши участь у 67 матчах.
Своєю грою за цю команду привернув увагу представників тренерського штабу клубу «Ла-Пас», до складу якого приєднався 2010 року. Відіграв за команду з Ла-Паса наступний сезон. Граючи у складі «Ла-Паса», також здебільшого виходив на поле в основному складі команди.
До складу клубу «Орієнте Петролеро» приєднався 2011 року. Відтоді встиг відіграти за команду із Санта-Крус-де-ла-Сьєрра 180 матчів у національному чемпіонаті.

## Виступи за збірну
2012 року дебютував в офіційних матчах у складі національної збірної Болівії. Наразі провів у формі головної команди країни 15 матчів.
У складі збірної був учасником Кубка Америки 2016 року в США.